# Charles-François-Jean Pérard
Charles François Jean Pérard est un homme politique français né le 9 avril 1760 à Angers (Maine-et-Loire) et décédé le 6 avril 1833 à Paris.
Avocat à Angers, il est administrateur du district et suppléant à l'Assemblée législative (sans avoir été appelé à siéger). Il est député de Maine-et-Loire à la Convention, et vote la mort de Louis XVI. Il est ensuite envoyé en mission dans l'Aisne. Compromis dans la conspiration du camp de Grenelle, il se cache un temps, avant d'être nommé chef de bureau au ministère de la Police. Il est nommé commissaire de police à Toulon en 1800, mais il est rappelé rapidement à la suite de démêlés avec les autorités locales, et reste sans emploi jusqu'en 1815. Frappé par la loi contre les régicides de 1816, il s'exile à Londres et ne revient en France qu'en 1830.

## Sources
- « Charles-François-Jean Pérard », dans Adolphe Robert et Gaston Cougny, Dictionnaire des parlementaires français, Edgar Bourloton, 1889-1891 [détail de l’édition]